# Schleicher ASG 32
ASG 32是Alexander Schleicher公司制造的双座级滑翔机 。原型机于2014年5月31日在Poppenhausen进行首次飞行。 2015年开始向客户交付。

## 设计和开发
ASG 32是一种使用复合材料制成的双座中单翼滑翔机，它有一副可收放的起落架和一个安装在垂直尾翼顶部的水平尾翼（T型尾翼）。
该飞机于2013年4月发布，旨在填补ASK 21教练机和较大的开放级双座式滑翔机之间的空白。ASG 32符合FAI 20米双座级的标准 。AS公司同时宣布推出无动力滑翔机，有动力自主起飞和有动力巡航三个版本。  
原型机建造始于2013年，期间展示了机身和尾翼 。 首次飞行于2014年5月31日，由设计师Michael Greiner和Schleicher首席执行官Peter Kremer驾驶。  
ASG 32的电动型号也将继其他型号后推出。  
ASG 32和ASG 32 Mi于2016年2月11日获得EASA类型证书。 

## 改型
来自Schleicher的数据
ASG 32
纯滑翔机，没有引擎。
ASG 32 Mi.
有动力滑翔机，能够自主起飞，装备有安装在机身中央的可收放式发动机和螺旋桨。
ASG 32 El
采用电动方式的有动力滑翔机，在发动机驱动下可维持理论飞行距离100 km（62 mi）  。

## 规格（ASG 32 Mi）
基本信息
性能
- 载员：两人
- 长度：9.07米（机身）
- 翼展：20米
- 身高：1.84米
- 机翼面积：15.7平方米
- 空载重量：545公斤
- 最大起飞重量：850公斤
- 乘员载荷：1 - 2人，每人不超过120公斤
- 动力装置：1×Austro Engine的IAE 50R-AA单转子汪克尔发动机，41 kW （55 马力）
- 螺旋桨：双叶Schleicher AS2F1-1/R153-92-N1，直径1.53米（可收回）

性能
- 最大速度：180公里/小时 螺旋桨展开的情况下
- 绝不超过速度：270公里 /小时
- 最大滑降比：52
- 机翼载荷：54.1公斤/平方米（最大）
- 最小机翼载荷：33.8公斤/平方米，一名70公斤的飞行员的情况下

### 笔记
1. ↑  Maiden flight of the ASG 32 Mi 2014.
2. ↑   (PDF).   [2019-11-18]. （原始内容存档 (PDF)于2016-04-25）.

### 引文
- Eckey, Bernard. . Gliding Australia (Sydney, Australia: Gliding Federation of Australia). April 2014, (17): 43–44  [5 August 2014]. （原始内容存档于2016-03-04）. 参数|magazine=与模板{{cite journal}}不匹配（建议改用{{cite magazine}}或|journal=） (帮助)
- Elliott, Bill. . SoaringCafe.com. 22 April 2013  [5 August 2014]. （原始内容存档于2016-04-04）.
- . Alexander Schleicher GmbH & Co. Segelflugzeugbau. February 2014  [5 August 2014]. （原始内容存档于2014-06-12）.
- (PDF). Alexander Schleicher GmbH & Co. Segelflugzeugbau. 22 January 2014  [5 August 2014]. （原始内容存档 (PDF)于2014-03-08）.
- . Alexander Schleicher GmbH & Co. Segelflugzeugbau. May 2014  [5 August 2014]. （原始内容存档于2014-06-12）.